# 臺中市北屯區新興國民小學
臺中市北屯區新興國民小學（簡稱北屯新興國小），是台灣臺中市北屯區的一所國民小學，成立於1966年8月1日。本市另有一所新興國小位於潭子區。

## 校史
- 1966年8月1日，成立於臺中市近郊，名為「臺中市新興國民學校」。
- 1968年8月實施九年國民教育，改制為「臺中市北屯區新興國民小學」。
- 1972年8月實施學區制。
- 2000年新建教室大樓完工並啟用。

### 歷任校長
1. 賴端章：
2. 林長榮：
3. 郭紹武：
4. 陸玉蘭：
5. 黃忠洋：
6. 李文進：
7. 陳義平：
8. 詹寶完：
9. 何信漢：
10. 游宗穎：
11. 張資兩：
12. 方玉玲：
13. 彭文貴：現任

## 學區
- 北屯區
  - 同榮里：第11、12、14～32、34～37鄰
  - 后庄里：第4、6～19、22、28～30、37鄰
- 西屯區
  - 港尾里：第13、15～26、28鄰

## 校歌
新興，新興，位於中市北境，

校舍整齊，社區幽靜，是讀書學習的好環境，

老師們的熱愛光，滋潤著同學們親愛精誠，

生活教育至上，民族精神為榮，

我們要認真學習，我們要實踐應用，

做一個活活潑潑好兒童，擔當起國家未來的主人翁。

## 外部連結
- 臺中市北屯區新興國民小學 （页面存档备份，存于）